# 渥美清太郎
渥美 清太郎（あつみ せいたろう、1892年（明治25年）9月9日- 1959年（昭和34年）8月20日）は、日本の演劇研究者、評論家である。筆名は鈍太郎、今谷久平。

## 経歴・人物
東京市下谷区（現在の東京都台東区下谷）七軒町に生まれる。幼年期より、演劇や歌舞伎等の芝居に興味を持ち、独学で脚本や資料を研究した。郁文館中学校卒業後、青山学院高等部に在学する傍らに、上野図書館（現在の国際子ども図書館）に勤務する。
1911年（明治44年）に演芸画報社に入社し、雑誌『演芸画報』の編纂に携わった。1943年（昭和18年）に廃刊するが、同年その後継である『演劇界』の編纂にも携わった。その後は、歌舞伎や日本舞踊、琴や尺八等の邦楽を研究し、多くの著書や辞典を刊行した。

## 著書

### 主著[3][4]
- 『歌舞伎狂言往来』- 1951年（昭和26年）刊行。
- 『日本舞踊史』- 1958年（昭和33年）刊行。
- 『歌舞伎脚本傑作集』- 1921年（大正10年）～1923年（大正12年）制作。坪内逍遥との共編。全12巻からなる。

### その他の著書[5]
- 『日本演劇辞典』- 1944年（昭和19年）刊行。
- 『邦楽舞踊事典』- 1956年（昭和31年）刊行。
- 『大南北全集』- 1925年（大正14年）～1928年（昭和3年）制作。全17巻からなる。